# Rhododendron pugeense
Rhododendron pugeense är en ljungväxtart som beskrevs av L.C. Hu. Rhododendron pugeense ingår i släktet rododendron, och familjen ljungväxter. Inga underarter finns listade i Catalogue of Life.